# 11 septembre en sport
11 août 11 octobre
Chronologies thématiques
- Croisades
- Ferroviaires
- Disney

Le 11 septembre est le 254e jour de l'année (255e en cas d'année bissextile) du calendrier grégorien.

## Événements

### XIXesiècle
- 1862 :
  - (Golf /Majeur) : Tom Morris, Sr. remporte l'Open britannique à Prestwick[1].
- 1875 :
  - (Baseball) : Premier match de baseball féminin professionnel aux États-Unis. Les Blondes s’imposent face aux Brunettes, 42 à 38.
- 1890 :
  - (Golf /Majeur) : l'Anglais John Ball remporte l'Open britannique 1890 à Prestwick et est le premier amateur a réussir cette performance[2].
- 1898 :
  - (Football) : le Lomas Athlétic (10 victoires et 4 nuls) est champion d’Argentine de football après un match de barrage face à Lobos (2-1).

### XXesièclede1901à1950
- 1910 :
  - (Football) : À Kristiana, la Suède bat la Norvège 4-0.
  - (Football) : l'Argentine bat le Chili 3-0.
- 1920 :
  - (Football) : ouverture de la quatrième édition de la Copa América.
- 1932 :
  - (Football) : première journée du premier championnat de France professionnel.
  - (Sport automobile) : Grand Prix automobile de Monza.
- 1938 :
  - (Sport automobile) : Grand Prix automobile d'Italie.
- 1949 :
  - (Sport automobile) : Grand Prix automobile d'Italie.

### XXesièclede1951à2000
- 1955 :
  - (Formule 1) : Grand Prix automobile d'Italie.
- 1960 :
  - (Jeux olympiques) : clôture des XVIIe Jeux olympiques d'été à Rome.
- 1972 :
  - (Jeux olympiques) : clôture des XXes Jeux olympiques d'été à Munich.
- 1977 :
  - (Formule 1) : Grand Prix automobile d'Italie.
- 1983 :
  - (Formule 1) : Grand Prix automobile d'Italie.
- 1988 :
  - (Formule 1) : Grand Prix automobile d'Italie.
- 1994 :
  - (Formule 1) : Grand Prix automobile d'Italie.
- 1995 :
  - (Athlétisme) : Daniela Bártová porte le record du monde du saut à la perche féminin à 4,22 mètres.

### XXIesiècle
- 2005 :
  - (Formule 1) : Grand Prix de Belgique.
  - (Tennis) : Roger Federer remporte son deuxième US Open d'affilée, contre Andre Agassi.
- 2011 :
  - (Formule 1) : Grand Prix d'Italie.
- 2012 :
  - (Football) : éliminatoires Coupe du monde 2014, la France bat la Biélorussie 3 à 1.
- 2015 :
  - (Cyclisme sur route /Tour d'Espagne) : le Français Alexis Gougeard s'impose dans l'étape du jour et le Néerlandais Tom Dumoulin conserve le maillot rouge.
- 2016 :
  - (Cyclisme sur route /Tour d'Espagne) : sur la 21e étape et dernière étape du Tour d'Espagne 2016, victoire du Danois Magnus Cort Nielsen et le Colombien Nairo Quintana remporte la Vuelta.
  - (Tennis /Grand Chelem) : vainqueur en puissance d'un Novak Djokovic dépassé mentalement et physiquement en finale de l'US Open (6-7, 6-4, 7-5, 6-3), Stanislas Wawrinka remporte son troisième titre du Grand Chelem.
- 2018 :
  - (Cyclisme sur route /Tour d'Espagne) : sur la 16e étape du Tour d'Espagne qui relie Santillana del Mar et Torrelavega, sous la forme d'un contre-la-montre individuel tracé sur un parcours de 32 kilomètres, victoire de l'Australien Rohan Dennis. Le Britannique Simon Yates conserve du maillot rouge.
  - (Football /UEFA) : à l'occasion de l’assemblée générale de l’association européenne des clubs qui se déroule en Croatie, le responsable de la commission des compétitions de l’UEFA, Andrea Agnelli déclare que le « feu vert a été donné pour le lancement d’une troisième compétition ». Elle sera lancée pour la saison 2021-2022. L’existence d’une troisième compétition européenne n’est pas un fait inédit. La Coupe des Coupes délaissée par les gros clubs avait été supprimée en 1999[3].
- 2019 :
  - (Basket-ball /Coupe du monde masculine) : lors des quarts de finale de la  Coupe du monde masculine de basket-ball, la France réalise l'exploit en éliminant les États-Unis (89-79), c'est la première défaite des américains en compétition officielle depuis 2006[4].
  - (Cyclisme sur route /Tour d'Espagne) : sur la 17e étape du Tour d'Espagne qui se déroule sous la forme d'une étape de plaine, entre Aranda de Duero et Guadalajara, sur une distance de 199,7 km, victoire du Belge Philippe Gilbert. Le Slovène Primož Roglič conserve la tunique rouge.
- 2020 :
  - (Cyclisme sur route /Tour de France) : sur la 13e étape du Tour de France qui se déroule entre Châtel-Guyon et Puy Mary, sur une distance de 191 kilomètres, victoire du Colombien Daniel Martínez au col du Pas de Peyrol. Le Slovène Primož Roglič conserve le Maillot jaune.
- 2021 :
  - (Tennis /Grand Chelem) : en finale du simple dames de l'US Open, la Britannique Emma Raducanu, 18 ans, 150e mondiale et issue des qualifications remporte l'US Open de tennis en s'imposant 6-4, 6-3 face à la jeune Canadienne Leylah Fernandez 19 ans[5].

## Naissances

### XIXesiècle
- 1860 :
  - James Allan, joueur de rugby néo-zélandais. (8 sélections en équipe nationale). († 2 septembre 1934).
- 1874 :
  - Henri Gauban, cycliste sur route français. († 10 février 1958).
- 1876 :
  - Stanley Rowley, athlète de sprint et de fond australien. Champion olympique du 5 000 m par équipes et médaillé de bronze du 60 m, du 100 m et du 200 m aux Jeux de Paris 1900. († 1er avril 1924).
- 1881 :
  - James Bellamy, footballeur puis entraîneur anglais. († 30 mars 1969).
- 1883 :
  - Emil Rausch, nageur allemand. Champion olympique du 880 yards, du mile et médaillé de bronze du 220 yards aux Jeux de Saint-Louis 1904. († 14 décembre 1954).
- 1885 :
  - Marcel Communeau, joueur de rugby à XV français. (21 sélections en équipe de France). († 21 juin 1971).
- 1892 :
  - Lucien Buysse, cycliste sur route belge. Vainqueur du Tour de France 1926. († 3 janvier 1980).
- 1893 :
  - Douglas Hawkes, pilote de courses automobile britannique. († 2 août 1974).

### XXesièclede1901à1950
- 1913 :
  - Bear Bryant, joueur de foot U.S. puis entraîneur américain. († 26 janvier 1983).
- 1920 :
  - Louis Junquas, joueur de rugby à XV français. (13 sélections en équipe de France). († 23 mai 2002).
- 1924 :
  - José Behra, pilote de rallyes automobile français. († 16 novembre 1997).
  - Tom Landry, joueur et entraîneur de foot U.S. américain. († 12 février 2000).
- 1930 :
  - Jack Davis, athlète de haies américain. Médaillé d"argent du 110 m haies aux Jeux d'Helsinki 1952 puis aux Jeux de Melbourne 1956. († 20 juillet 2012).
  - Nikola Stanchev, lutteur de libre bulgare. Champion olympique des -79 kg aux Jeux de Melbourne 1956. († 13 juillet 2009).
- 1932 :
  - Raymond Lebrun, journaliste sportif canadien. († 30 septembre 2017).
- 1933 :
  - Nicola Pietrangeli, joueur de tennis italien. Vainqueur des Roland Garros 1959 et 1960. Vainqueur de la Coupe Davis 1976 en tant que capitaine.
- 1937 :
  - Serhiy Makarenko, céiste soviétique puis ukrainien. Champion olympique du 1000m biplace aux Jeux de Rome 1960. Champion du monde de course en ligne de canoë-kayak du 10 000 m 1963.
- 1939 :
  - Alain Giletti, patineur artistique individuel français. Médaillé de bronze aux Championnats du monde de patinage artistique 1954 et 1958 puis champion du monde de patinage artistique 1960. Médaillé d'argent aux Championnats d'Europe de patinage artistique 1953, 1954, 1958 et 1959, Champion d'Europe de patinage artistique 1955, 1956, 1957, 1960 et 1961.
- 1940 :
  - Max Payne, pilote de courses automobile britannique. († 12 janvier 2017).
- 1944 :
  - John McSherry, arbitre de baseball américain. († 1er avril 1996).
  - Everaldo Marques da Silva, footballeur brésilien. Champion du monde de football 1970. (26 sélections en équipe nationale). († 28 octobre 1974).
- 1945 :
  - Franz Beckenbauer, footballeur puis entraîneur allemand. Champion du monde de football 1974. Champion d'Europe de football 1972. Vainqueur de la Coupe des clubs champions 1974, 1975 et 1976, de la Coupe d'Europe des vainqueurs de coupe 1967. (103 sélections en équipe nationale). Sélectionneur de l'équipe d'Allemagne victorieuse de la Coupe du monde de football de 1990 puis entraîneur du Bayern Munich vainqueur de la Coupe UEFA 1996.
  - Carlo Recalcati, basketteur puis entraîneur italien. Vainqueur de la Coupe Korać 1973, 1974 et 1975. (166 sélections en équipe nationale). Sélectionneur de l'équipe d'Italie médaillé d'argent aux Jeux d'Athènes 2004. († 7 janvier 2024).
- 1947 :
  - Robert Jacques, footballeur français.
  - Garry Swain, hockeyeur sur glace canadien.
- 1949 :
  - Marty Liquori, athlète de demi-fond américain.
- 1950 :
  - Barry Sheene, pilote de moto britannique. Champion du monde 500 cm3 de vitesse moto 1976 et 1977. (23 victoires en Grand Prix). († 10 mars 2003).

### XXesièclede1951à2000
- 1957 :
  - Preben Elkjær Larsen, footballeur danois. (69 sélections en équipe nationale).
- 1962 :
  - Julio Salinas, footballeur espagnol. Vainqueur de la Coupe d'Europe des vainqueurs de coupe 1989 et de la Coupe des clubs champions 1992. (56 sélections en équipe nationale).
- 1964 :
  - Torsten Bréchôt, judoka est-allemand puis allemand. Médaillé de bronze des -78kg aux Jeux de Séoul 1988.
  - Anton Kriel, joueur de badminton sud-africain. Champion d'Afrique de badminton du double et du double mixte 1992 et 1998.
  - Jean-Philippe Lemoine, hockeyeur sur glace français.
  - Kathy Watt, cycliste sur route et sur piste australienne. Championne olympique de la course en ligne et médaillée d'argent de poursuite individuelle aux Jeux de Barcelone 1992.
- 1965 :
  - Jean-Philippe Fleurian, joueur de tennis français.
  - Graeme Obree, cycliste sur piste britannique. Champion du monde de cyclisme sur piste de la poursuite individuelle 1993 et 1995.
- 1968 :
  - Slaven Bilić, footballeur puis entraîneur yougoslave puis croate. (44 sélections en équipe nationale). Sélectionneur de l'Équipe de Croatie de 2006 à 2012.
  - Sylvain Noël, pilote de courses automobile et directeur d'écurie français.
- 1970 :
  - William Joppy, boxeur américain. Champion du monde poids moyens de boxe anglaise du 24 juin 1996 au 23 août 1997 et du 31 janvier 1998 au 12 mai 2001.
- 1972 :
  - Mark Pope, basketteur puis entraîneur américain.
- 1974 :
  - DeLisha Milton-Jones, basketteuse américaine. Championne olympique aux Jeux de Sydney 2000 et aux Jeux de Pékin 2008. Championne du monde de basket-ball féminin 1998 et 2002. (91 sélections en équipe nationale).
- 1975 :
  - Pierre Issa, footballeur sud-africain. (47 sélections en équipe nationale).
- 1976 :
  - Tomáš Enge, pilote de courses automobile tchèque.
- 1977 :
  - Matthew Stevens, joueur de snooker gallois.
- 1978 :
  - Laurent Courtois, footballeur puis entraîneur français.
  - Dejan Stanković, footballeur puis entraîneur serbe. Vainqueur de la Coupe d'Europe des vainqueurs de coupe 1999 et de la Ligue des champions 2010. (103 sélections en équipe nationale).
- 1979 :
  - Éric Abidal, footballeur puis dirigeant sportif et consultant TV français. Vainqueur des Ligue des champions 2009 et 2011. (67 sélections en équipe de France).
  - Javad Foroughi, tireur iranien. Champion olympique du pistolet à 10m air comprimé aux Jeux de Tokyo 2020.
  - Hana Horáková, basketteuse tchèque.
- 1980 :
  - Christophe Le Mével, cycliste sur route français.
  - Antônio Pizzonia, pilote de F1 brésilien.
  - Julien Sablé, footballeur puis entraîneur français.
- 1982 :
  - Elvan Abeylegesse, athlète de fond turque. Médaillée d'argent du 5 000 m et du 10 000 m aux Jeux de Pékin 2008. Championne d'Europe d'athlétisme du 10 000 m 2010. Détentrice du Record du monde du 5 000 mètres du 10 juin 2004 au 3 juin 2006.
  - Ricky Minard, basketteur américain. Vainqueur de l'EuroCoupe de basket-ball 2011.
  - Lieuwe Westra, cycliste sur route néerlandais. Vainqueur du Tour du Danemark 2012.
- 1983 :
  - Ike Diogu, basketteur nigérian.
  - Jacoby Ellsbury, joueur de baseball américain.
  - Felipe Saad, footballeur italo-brésilo-libano-français.
  - Lauryn Williams, athlète de sprint et bobeuse américaine. Médaillée d'argent du 100 m aux Jeux d'Athènes 2004 et championne olympique du relais 4 × 100 m aux Jeux de Londres 2012 puis médaillée d'argent du bob à deux aux Jeux de Sotchi 2014. Championne du monde d'athlétisme du 100 m et du relais 4 × 100 m 2005 puis championne du monde d'athlétisme du relais 4 × 100 m et médaillée d'argent du 100 m 2007.
- 1984 :
  - Aled de Malmanche, joueur de rugby à XV néo-zélandais. (5 sélections en équipe nationale).
  - Mayssa Pessoa, handballeuse brésilienne. Championne du monde de handball féminin 2013. Victorieuse de la Ligue des champions de handball féminin 2016. (38 sélections en équipe nationale).
- 1985 :
  - Shaun Livingston, basketteur américain.
- 1986 :
  - Fabrice Martin, joueur de tennis français.
  - LaToya Pringle, basketteuse américaine.
  - Bojan Trajkovski, basketteur macédonien. (17 sélections en équipe nationale).
  - Uroš Tripković, basketteur serbe. (30 sélections en équipe nationale).
- 1987 :
  - Clément Chantôme, footballeur français. (1 sélection en Équipe de France).
  - Brandon Laird, joueur de baseball américain.
  - Kaori Matsumoto, judokate japonaise. Championne olympique des - de 57 kg aux Jeux de Londres 2012 puis médaillée de bronze aux Jeux de Rio 2016. Championne du monde de judo des -57 kg 2010 et 2015. Championne d'Asie de judo des -57 kg 2008.
  - Emilce Sosa, volleyeuse argentine. (123 sélections en équipe nationale).
- 1989 :
  - Karima Christmas, basketteuse américaine.
  - Anthony Delaplace, cycliste sur route français.
- 1990 :
  - Hassan Al Haydos, footballeur qatarien. (172 sélections en équipe nationale).
  - Adam Straith, footballeur canadien. (43 sélections en équipe nationale).
- 1991 :
  - Jordan Ayew, footballeur franco-ghanéen. (90 sélections avec l'équipe du Ghana).
  - Yacine Bammou, footballeur franco-marocain. (6 sélections avec l'équipe du Maroc).
- 1992 :
  - Cheick Doukouré, footballeur franco-ivoirien. Champion d'Afrique de football 2015. (21 sélections en équipe de Côte d'Ivoire).
  - Aaron Geramipoor, basketteur anglo-iranien.
  - Eric Katenda, basketteur français.
  - Borut Mačkovšek, handballeur slovène. (101 sélections en équipe de Slovénie).
- 1993 :
  - Martina Samadan, volleyeuse croate.
- 1996 :
  - Juan Cruz Mallía, joueur de rugby à XV argentin. Vainqueur de la Coupe d'Europe de rugby à XV 2021. (28 sélections en équipe nationale).
  - Jakub Pokorný, footballeur tchèque.
- 1997 :
  - Kellan Grady, basketteur américain.

### XXIesiècle
- 2001 :
  - Ugo Didier, nageur handisport français. Médaillé d'argent du 400 m S9 nage libre et de bronze 200 m 4 nages SM9 aux Jeux de Tokyo 2020.
  - Joseph Fahnbulleh, athlète de sprint libérien.
  - Mewen Tomac, nageur française.
  - Raúl Torrente, footballeur espagnol.
  - Alessia Zarbo, athlète de demi-fond française.
- 2002 :
  - Martin Suchomel, footballeur tchèque.
- 2003 :
  - Alexandru Pantea, footballeur roumain. (3 sélections en équipe nationale)
- 2005 :
  - Chen Yuxi, plongeuse chinoise. championne olympique du haut-vol à 10 mètres synchronisé et médaillée d'argent du haut-vol à dix mètres en individuelle aux Jeux de Tokyo en 2020. Championne du monde du haut-vol à dix mètres en individuelle en 2019, du haut-vol à dix mètres en individuelle et du synchronisé à 10m 2022 puis 2023.

## Décès

### XIXesiècle
- 1881 : Charles Meysey-Thompson, 31 ans, footballeur anglais. (° 5 décembre 1849).

### XXesièclede1901à1950
- 1931 :
  - Jack McCarthy, 62 ans, joueur de baseball américain. (° 26 mars 1869).
- 1933 :
  - Jules Clévenot, 58 ans, nageur et poloïste français. Médaillé de bronze au water-polo aux Jeux de Paris 1900. (° 7 juin 1875).
- 1945 :
  - Eddie Livingstone, 60 ans, entraîneur de hockey sur glace puis dirigeant sportif canadien. (° 12 décembre 1884)

### XXesièclede1951à2000
- 1957 :
  - Johan Svanberg, 76 ans, athlète de fond suédois. Médaillé de bronze du miles aux Jeux de Londres 1908. (° 1er mai 1881).
- 1958 :
  - Arvid Holmberg, 71 ans, gymnaste suédois. Champion olympique du concours général par équipes aux Jeux de Londres 1908. (° 10 octobre 1886).
- 1973 :
  - Rodolphe Hiden, 64 ans, footballeur puis entraîneur autrichien puis français. (1 sélection en équipe de France). (° 9 mars 1909).
- 1978 :
  - Ronnie Peterson, 34 ans, pilote de F1 suédois. (10 victoires Grand Prix). (° 14 février 1944).
- 1983 :
  - Brian Muir, 52 ans, pilote de course automobile australien. (° 30 juin 1931).
- 1997 :
  - Camille Henry, 64 ans, hockeyeur sur glace puis entraîneur canadien. (° 31 janvier 1933).

### XXIesiècle
- 2002 :
  - Johnny Unitas, 69 ans, joueur de foot U.S. américain. (° 7 mai 1933).
- 2005 :
  - Jean-Louis Buron, 71 ans, footballeur français. (4 sélections en équipe de France). (° 4 avril 1934).
- 2007 :
  - Ian Porterfield, 61 ans, footballeur puis entraîneur écossais. (° 11 février 1946).
- 2011 :
  - Christian Bakkerud, 26 ans, pilote de courses automobile danois. (° 3 novembre 1984).
- 2012 :
  - Tibor Csernai, 73 ans, footballeur hongrois. Champion olympique aux Jeux de Tokyo 1964. (° 3 décembre 1938).
  - Sergio Livingstone, 92 ans, footballeur chilien. (52 sélections en équipe nationale). († 26 mars 1920).
- 2016 :
  - Ben Idrissa Derme, 34 ans, footballeur burkinabé. (° 21 janvier 1982).